# Artiste torturé

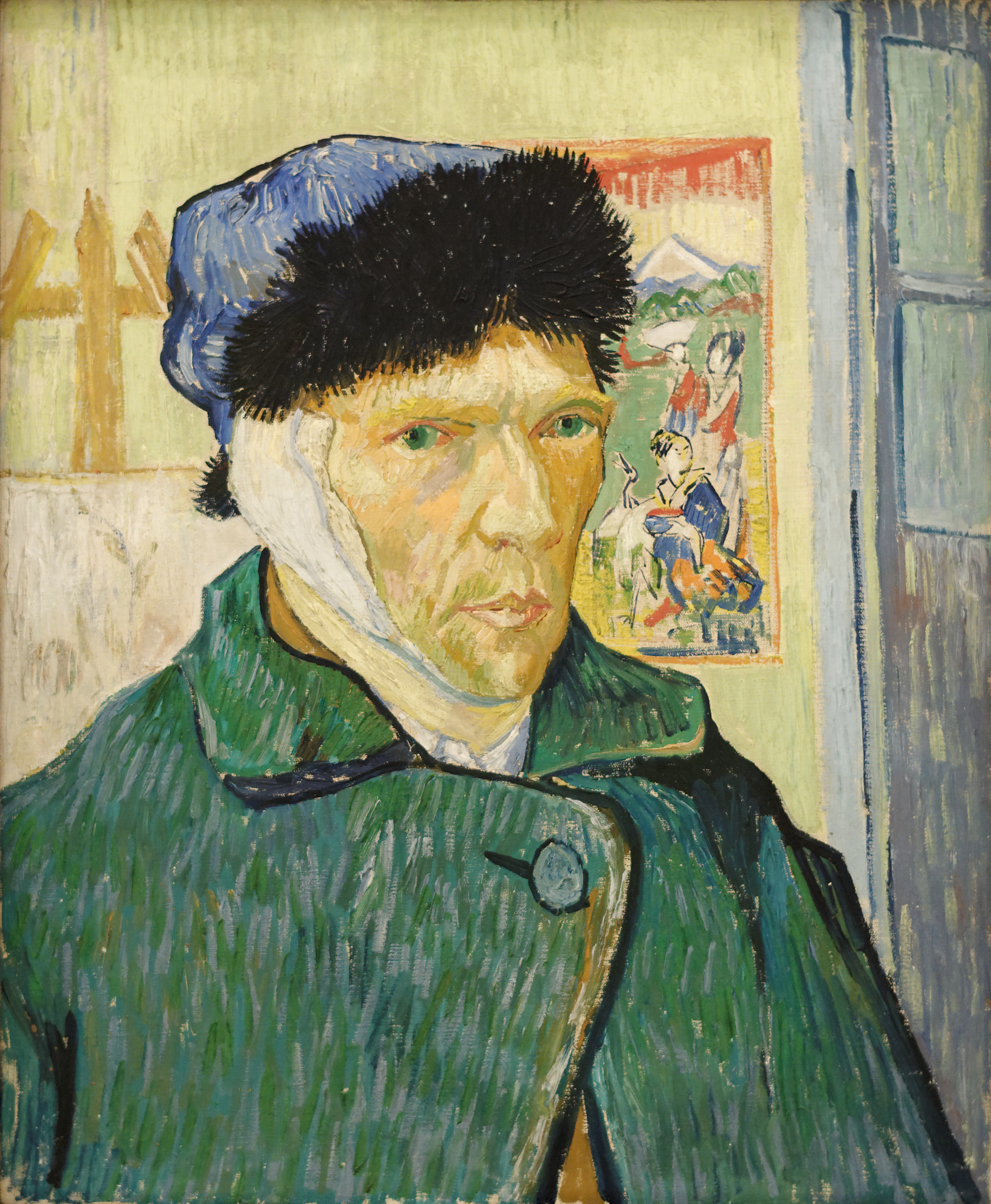
Vincent van Gogh, Autoportrait à l'oreille bandée, janvier 1889. Van Gogh, qui a lutté contre la pauvreté et la maladie mentale durant sa vie, est considéré comme un exemple célèbre de l'artiste torturé.

L'artiste torturé est le stéréotype de la personne qui est constamment tourmentée en raison de frustrations à l'égard de l'art et d'autres personnes. Les artistes torturés se sentent aliénés et mal compris à cause de la perception de l'ignorance ou de la négligence des autres qui ni ne les comprennent, ni ne les soutiennent pour les choses qu'ils jugent importantes. Ils fument parfois, connaissent la frustration sexuelle, expérimentent de façon récurrente le chagrin, et apparaissent généralement dépassés par leurs propres émotions et par les conflits intérieurs. Ils sont souvent moqués dans la culture populaire pour le fait de "penser trop", d'être dignes de Don Quichotte, ou d'être prétentieux, et avoir une aversion pour le bonheur et le plaisir. D'autres traits stéréotypés varient entre deux extrêmes — d'être narcissiques et extravertis, et d'avoir du dégoût envers soi et être introverti. Les artistes torturés sont souvent auto-destructeurs dans leur comportement et sont généralement associés à des problèmes de santé mentale tels que la toxicomanie, les troubles de la personnalité ou la dépression. Les artistes torturés sont souvent enclins à l'auto-mutilation et ont un taux élevé de suicide.

## Dans les livres
Le livre de 1996, Touched with Fire, de la psychologue américaine Kay Redfield Jamison, étudie la relation entre le trouble bipolaire et la créativité artistique. Il contient un certain nombre d'histoires de cas de personnes mortes qui sont décrites comme ayant souffert d'un trouble bipolaire.
Le livre de 2012 Tortured Artists, du journaliste américain Christopher Zara, montre le caractère universel du stéréotype de l'artiste torturé et la manière dont il s'applique à toutes les disciplines créatives, y compris le cinéma, le théâtre, la littérature, la musique et l'art visuel. Les artistes présentés dans le livre ont généralement apporté des contributions importantes à leurs supports respectifs (Charles M. Schulz, Charlie Parker, Lenny Bruce, Michel-Ange, Kurt Cobain, Madonna, Andy Warhol, Amy Winehouse, Ernest Hemingway et des dizaines d'autres), mais le livre montre comment, dans chaque cas, leur art a été inspiré par la douleur et la souffrance.